# 指状疣舟蛛
指状疣舟蛛（学名：Nematogmus digitatus）为皿蛛科疣舟蛛属的动物。在中国大陆，分布于吉林等地。该物种的模式产地在吉林。